# Abavorana
Abavorana é um género de anfíbios da família Ranidae. Está distribuído por Tailândia peninsular, Malásia, Samatra e Bornéu.

## Espécies
- Abavorana luctuosa (Peters, 1871)
- Abavorana nazgul Quah, Anuar, Grismer, Wood, Azizah, and Muin, 2017